# Pemping
Pemping is een bestuurslaag in het regentschap Batam van de provincie Riau-archipel, Indonesië. Pemping telt 711 inwoners (volkstelling 2010).